# Galianora
Galianora là một chi nhện trong họ Salticidae.